# 述語論理
述語論理（じゅつごろんり、英: predicate logic）とは、数理論理学における記号的形式体系群を指す用語で、一階述語論理、二階述語論理、多ソート論理、無限論理などが含まれる。これらの形式体系の特徴は、論理式に含まれる変数を量化できる点である。一般的な量化子として、  全称量化子 ∀ と存在量化子 ∃ とがある。変数は議論領域の要素、関係、関数などである。例えば、関数記号に対する存在量化は「ある関数が存在する」という修飾として解釈される。述語論理の基礎は、ゴットロープ・フレーゲとチャールズ・サンダース・パースがそれぞれ独自に生み出し発展させた。
述語論理と言った場合、一階述語論理を指すこともある。述語論理の公理化された形態を述語計算と呼び、述語論理は非形式的でより直観的なものとする見方もある。
様相作用素と量化子を併用する論理も述語論理の一種とされる。これについては様相論理を参照。